# Os Ratos
Os Ratos é um romance do escritor Dyonélio Machado, publicado em 1935, considerado o mais importante do autor.
O livro nasceu de um pedido do escritor Érico Veríssimo (1905 – 1975) para participar de um concurso literário. Narra um dia na vida de um funcionário público, Naziazeno Barbosa, um cidadão comum que acorda com um sério problema: o leiteiro ameaça cortar-lhe o fornecimento de leite caso ele não pague, na manhã seguinte, a dívida de 53 mil réis. Durante todo o dia, Naziazeno perambula pelo Colégio centro de Porto Alegre em busca de algum dinheiro para saldar a dívida. A trama se passa em aproximadamente vinte e quatro horas e descreve detalhadamente as perspectivas, angústias, esperanças e desilusões do personagem durante este tempo.
É por meio do personagem Naziazeno que Dyonélio Machado transmite sua crítica à sociedade, dominada pela influência do dinheiro, ao mostrar de forma angustiante um drama urbano de incomum verossimilhança com uma parcela da população, à mercê de dívidas, sendo assim obrigados a recorrer a empréstimos e agiotas.
Dyonélio também critica a ineficiência das instituições públicas brasileiras. Em uma passagem da obra, é mencionado que Naziazeno, funcionário público da Divisão de Levantamento de Faturas, não hesita em deixar  pelo menos dez meses atrasadas, argumentando que não é um serviço que precisa estar em dia.
Os Ratos é, aparentemente, uma trama simples, trivial. No entanto, a obra relata muito mais que a história de um homem e sua dívida, ao exibir uma crítica social sutil, mas eficiente. Este é o grande feito do livro - induzir à reflexão.
Os Ratos tornou-se uma das obras mais influentes da segunda geração do modernismo no Brasil, e recebeu o prêmio Machado de Assis da Academia Brasileira de Letras. Foi escrito no momento em que se projetava no país a prosa regionalista, de ambientação rural. Segundo a crítica de José Paulo Paes, Dyonélio Machado "se demora na reconstituição minuciosa das pequenas misérias e frustrações do cotidiano".

## Trama
Naziazeno é um reles funcionário público que dispõe de apenas um dia para pagar a dívida com o leiteiro do bairro, que o intima a liquidar suas contas atrasadas sob ameaça de corte no fornecimento de leite. Então, ele pega o bonde que leva à repartição onde trabalha e onde planeja pedir dinheiro emprestado ao diretor da repartição, seu chefe, e recorrer ao amigo Duque.
Quando chega à repartição, seus planos vão por terra: não consegue encontrar o chefe nem seu amigo Duque. Quando finalmente defronta-se com o chefe, este recusa-se emprestar a quantia, agravando ainda mais sua condição psicológica. Angustiado, Naziazeno consegue algum dinheiro emprestado para apostar na roleta. Ao chegar no cassino, Naziazeno pensa em apostar em apenas um número, porém se arrepende, e acaba apostando em cinco números diferentes, incluindo o que estava disposto a apostar. Por azar, o resultado acaba sendo bem aquele que ele iria apostar sozinho e, em vez dos cento e setenta e cinco mil-réis que teria ganho se tivesse apostado em um único número, ele ganha quinze mil-réis; guarda dez no bolso e pega cinco, com os quais compra mais fichas de aposta, na esperança de multiplicar seus ganhos. Porém, ele perde tudo.
No fim do dia, encontra os amigos Alcides e Duque, e os três procuram casas de agiotas, sem sucesso. Duque convence Alcides, que possui um anel penhorado com um agiota, a reavê-lo e renovar a penhora com outro agiota. Porém, para recuperar o anel, o trio é levado a fazer um empréstimo com outro agiota, Mondina.
Com o anel em mãos, Naziazeno e Alcides são instruídos por Duque a procurar Dupasquier, um comerciante de ouro. Mas conselho de Duque não logra êxito, já que Dupasquier trabalha apenas com venda, não com penhora. Quando finalmente os três conseguem negociar o penhor do objeto, e conseguem o dinheiro, Naziazeno chega em casa, exausto, e pensa e repensa o dia que passara, em estado psicológico abalado e de crescente angústia. O clímax da paranóia chega à forma de uma alucinação: seu subconsciente devaneia uma legião crescente de ratos que, com o passar do tempo, roem o dinheiro que obtivera, reduzindo-o a migalhas. Ele fantasia ouvir o barulho dos ratos na cozinha, nos pratos, nas panelas, na mesa.
De repente, tudo fica em silêncio, e Naziazeno se dá conta que está sentado na cama, ao lado de sua mulher, Adelaide. Ele fica insone por horas a fio, até o amanhecer. Naziazeno só dorme após perceber o leite sendo deixado à porta de sua casa.